# 蛇頸龍屬
蛇頸龍屬是種大型的海生爬行動物，屬於鰭龍超目，存在於早期的侏儸紀，身長約3到5公尺。在德國與英國的里阿斯統（Lias）發現了接近完整的骨骸，在西歐地區發現較多。牠們的特色在於小頭、細長的頸部、像烏龜般寬闊的身體、短尾巴，與兩對大且長的鰭狀肢。牠的名字後來成為蛇頸龍目的名稱來源，但蛇頸龍本身年代相當早，是該目典型的屬。蛇頸龍經常被描繪成和翼手龍爭搶魚肉的形象，但實際上牠生存的年代比翼手龍要早很多，兩者不可能相遇。

## 發現
蛇頸龍是首批被發現的大洪水爬蟲類之一，由瑪麗·安寧（Mary Anning）發現，並在維多利亞時代的英國引起相當大的轟動。牠由William Conybeare命名為蛇頸龍（Plesiosaurus），意為「接近蜥蜴」，意指牠比魚龍還接近現代蜥蜴，魚龍的化石比蛇頸龍早幾年在相同地點發現。

## 敘述

蛇頸龍與人類的體型比較

蛇頸龍的口鼻部很短，但嘴巴可以張的很大，下頜裡長有許多位在齒槽的圓錐狀牙齒，類似現在的恆河鱷。頸部相當地細長，但因為脊椎骨很緊密地連接在一起，頸部相當地不靈活，因此蛇頸龍可能無法如同許多重建圖裡，像天鵝般彎曲頸部。頸部以外的脊椎骨也是很緊密地連接在一起，而且蛇頸龍沒有薦骨。肋骨呈單頭式，兩對鰭狀肢之間的腹部肋骨排列地相當緊密。短小的尾巴筆直且為椎狀。
支撐鰭狀肢的肩帶與骨盆擴張很大，胸弧類似烏龜身上相對應的骨頭。
腳部是細長的鰭狀肢，有五個完整的腳趾，每個腳趾由相當大的趾骨組成。從有些皮膚的痕跡推斷鰭腳是平滑地，而非長滿鱗片地。
化石暗示為胎生。

## 生活方式

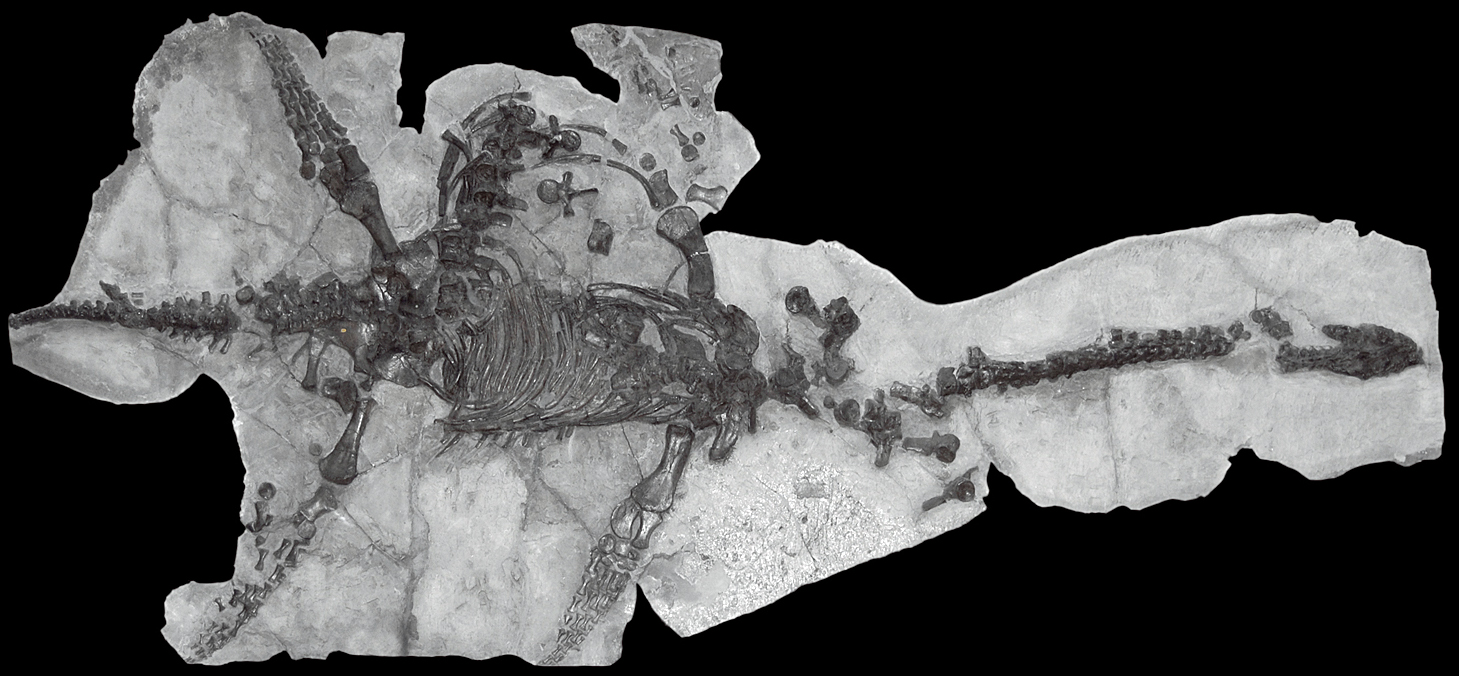
蛇頸龍的正模標本，位於英國倫敦自然史博物館

蛇頸龍是海生動物，獵取箭石、魚，或是其他獵物維生。蛇頸龍以U形的嘴部、銳利的牙齒捕抓獵物。牠們以兩對鰭腳推動身體，尾巴因為太短而不能推動身體前進。在水中游泳時，頸部可能有控制方向的功能。1914年科学家已经确认，蛇颈龙的颈椎骨基本不能活动，只能做极小弧度的摆动和升降，几乎根本就不能抬高脖子。

## 種

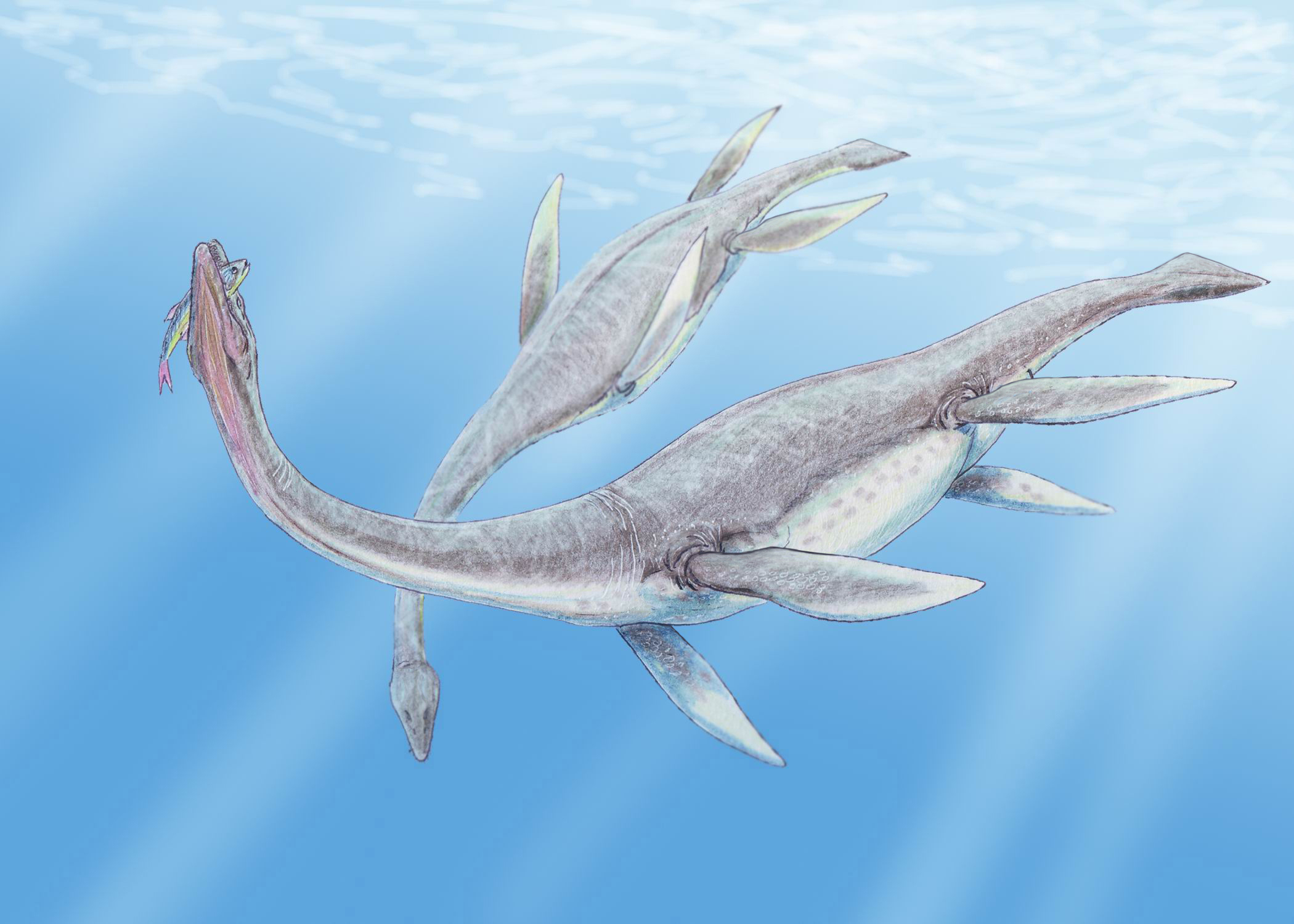
P. dolichodeirus

蛇頸龍屬過去一度成為中生代蛇頸龍類裡的「未歸類物種的集中地」。最近科學家將鰭龍超目重新分類後，許多原先被歸類到蛇頸龍屬的種改列到其他科與屬。只有兩種被確定的列入本屬。
- P. dolichodeirus：模式種，發現於萊姆里吉斯的下里阿斯統（錫內穆階）地層，身長約3公尺。同一地層組發現的其他蛇頸龍類身長5到6公尺。

- P. guilelmiimperatoris：發現於符騰堡的上里阿斯統（托爾階），曾發現大型且接近完整的骨骸。皮膚上似乎有垂直的菱形板；如果真的有，許多蛇頸龍類應該有相同結構。

## 大眾文化

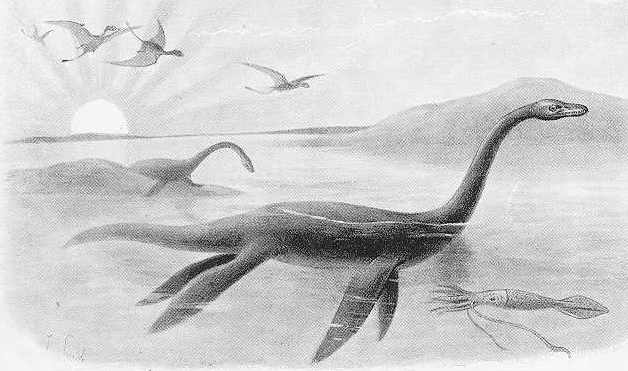
蛇頸龍的素描

在1975年的電影《被時間遺忘的土地》（The Land that Time Forgot），一隻蛇頸龍攻擊U-潛艇。
蛇頸龍曾出現在儒勒·凡爾納（Jules Verne）的小說《地心歷險記》（Journey to the Center of the Earth），並與魚龍屬發生打鬥。
蛇頸龍還出現在卡普空的電視遊戲《恐龍危機 2》（Dino Crisis 2）、PS2遊戲《恐龍獵人：進化》（Turok：Evolution）。
日本动画与游戏《精灵宝可梦》中，编号为131，名为拉普拉斯的精灵，创作灵感其中之一的说法就是来源于蛇颈龙。